# Pitó reticulat
El pitó reticulat (Python reticulatus) és una serp de la  família Pythonidae, pròpia del Sud-est asiàtic.

## Morfologia

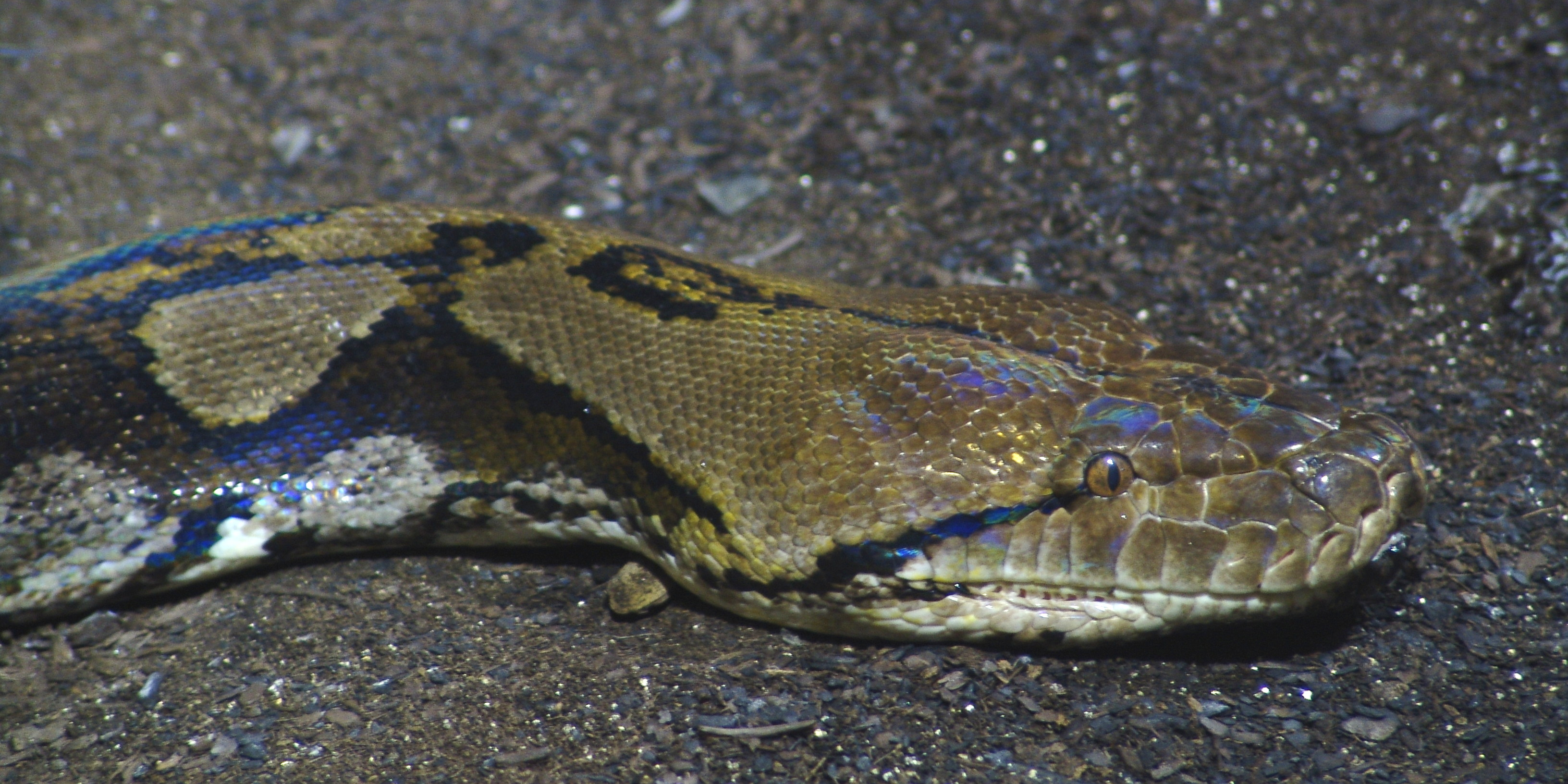
Pitó reticulada

És la serp amb els exemplars de més longitud que es coneixen, podent sobrepassar alguns els 10 metres i 110 kg de pes, però en captivitat rarament superen els cinc metres.
El Llibre Guinness de Rècords té com a la major serp descoberta a una pitó reticulada capturada a Indonèsia. Mesurava més de deu metres de llarg quan va ser trobada el 1912 a l'illa Cèlebes.
De cap allargat, musell ample i relativament pla, posseeix una impressionant boca dotada de gairebé un centenar de dents. Els seus ulls destaquen per un color groc ataronjat amb una pupil·la negra brillant. Té un cos llarg, fort i elàstic amb una vistosa coloració de tons grocs, marrons i ocres a l'esquena i als costats, que s'aclareixen fins a la cara ventral, pràcticament blanca. Unes estries negres delimiten taques reticulars hexagonals de color marró fosc que s'eixamplen en els laterals.

## Distribució
Originària de l'Àsia sud-oriental, Indonèsia i Filipines, habita en selves humides entre branques semidescompostes dels arbres i propera a l'aigua, ja que pot nedar llargues distàncies. De costums nocturnes, es troben en els llocs més insòlits, fins i tot dins d'habitatges o en cellers de vaixells.

## Alimentació

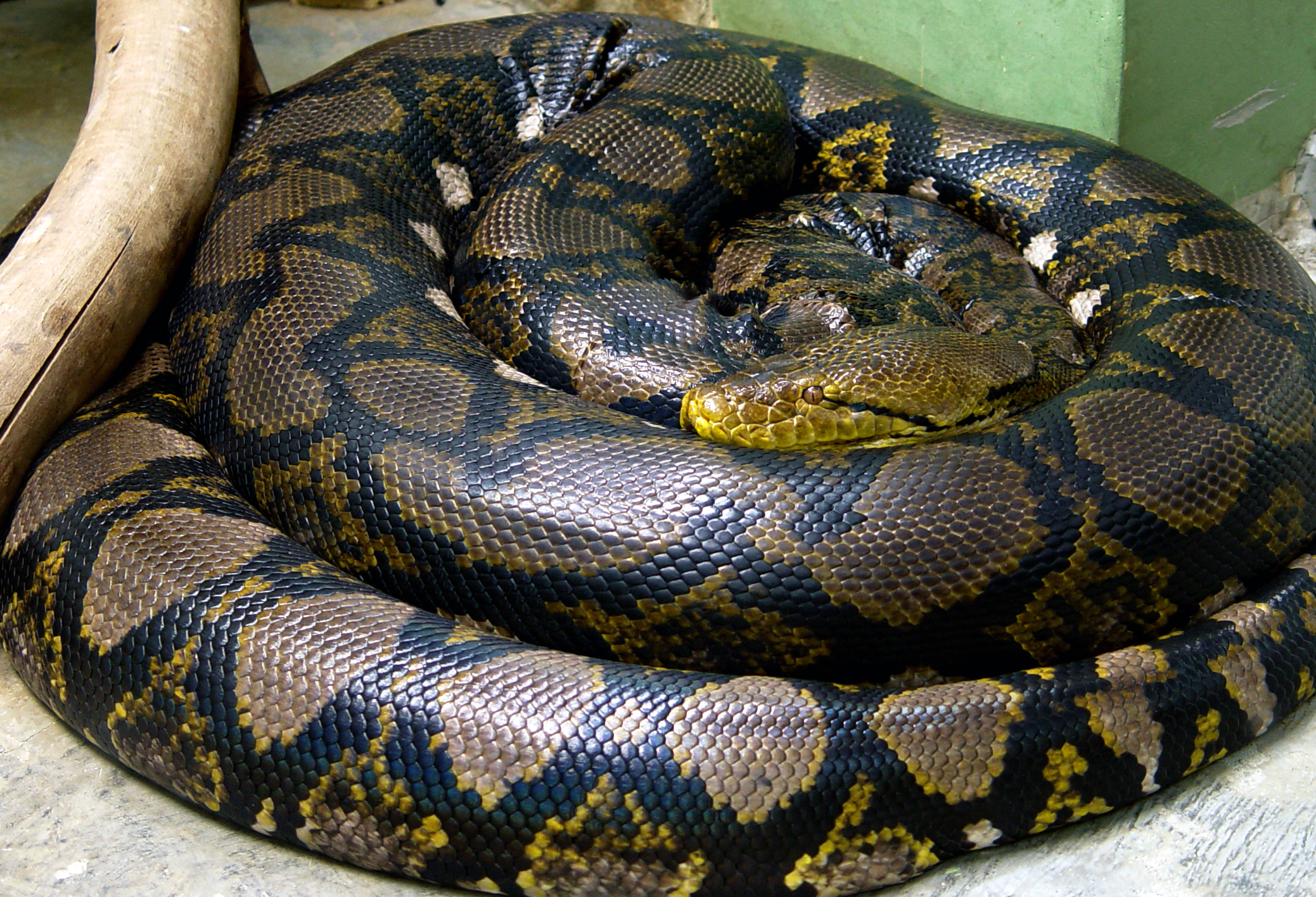
Pitó reticulada

El pitó reticulat és carnívor; captura preses durant la nit, a les quals engoleix senceres. Depenent de la mida de la serp, consumirà animals de major o menor grandària, entre els quals hi ha rosegadors, aus i altres rèptils. Els espècimens més grans mengen des de micos fins a cèrvids grans, passant per porcs senglars, galls dindis, i fins i tot lleopards. Juntament amb l'anaconda, la pitó reticulada és la serp que pot capturar preses més grosses.
A diferència de l'anaconda, la pitó és molt àgil i ràpida, i pot enfilar-se als arbres per caçar preses com micos. Tot i no ser tan robusta com l'anaconda, la pitó pot arribar a considerar els humans com a presa, com així ho mostren diversos atacs, i arribar a tenir la força i amplitud mandibular necessària per matar i engolir a un home adult.

## Reproducció
Aproximadament dos mesos després de l'aparellament, la femella diposita una gran quantitat d'ous en nius herbosos, enroscant-se posteriorment al seu voltant per mantenir una temperatura superior a la de l'ambient circumdant. Després de 70 o 80 dies es desclouen els ous i surten a l'exterior unes cries d'aproximadament 60-70 cm, augmentant la seva longitud el mateix durant els primers quatre-cinc anys.

## Vida en captivitat
S'ha de tenir especial atenció a la seguretat, no és una serp per iniciar-se en la cria de rèptils, i es tindrà especial atenció a la seva convivència amb nens i ancians. Són exemplars molt forts que podrien trencar vidres d'alguns terraris. També s'ha de tenir en compte que ha de disposar de molt espai per la seva gran grandària, i ja que li agrada nedar s'hauria d'habilitar una zona de bany amb aigua tèbia. La temperatura del recinte s'ha de mantenir en una forquilla de 25 a 30 °C, rebaixant-de 2 a 5º de nit.
Els exemplars de pitó reticulada en captivitat poden arribar a tenir una longitud de 5 metres aproximadament. Habituades des de joves a la captivitat, són pacífiques i tranquil·les amb el seu cuidador encara que sempre pot haver algun exemplar mossegador que pot causar greus ferides, sobretot en exemplars joves.
D'alimentació senzilla, s'aniran adequant les preses a la mida de la serp. S'alimentaran fàcilment amb aquells animals vius dels que habitualment caçaria en llibertat, com rosegadors, cobaies, pollets, aproximadament un cop al mes.
En captivitat poden arribar a viure entre 21 i 25 anys.

### Malalties
Són bastant resistents a les malalties, però poden venir infectades des dels seus llocs de captura per amebiasis bacteriana o lesions bucals.